# Liao Hui
Liao Hui (chinesisch 廖辉, Pinyin Liào Huī; * 5. Oktober 1987 in Xiantao, Hubei, Volksrepublik China) ist ein chinesischer Gewichtheber. Er wurde Olympiasieger 2008 und ist mehrfacher Weltmeister im Leichtgewicht.

## Werdegang
Liao Hui begann als Jugendlicher in seiner Heimatstadt mit dem Gewichtheben. Entdeckt wurde er von Gan Yongkui, der auch sein erster Trainer war. Nach ersten größeren Erfolgen im nationalen Bereich wurde er 2007 in die chinesische Nationalmannschaft der Gewichtheber aufgenommen. In dieser wird er von Ju Jie trainiert. Er ist Angehöriger der chinesischen Streitkräfte.
Im Jahre 2005 wurde er chinesischer Juniorenmeister im Leichtgewicht mit 317,5 kg im Zweikampf. Im gleichen Jahr wurde er auch asiatischer Juniorenmeister. 2006 wurde er erneut chinesischer Juniorenmeister.
Der Durchbruch an die internationale Spitze der Leichtgewichtsheber gelang ihm im Jahre 2007. In diesem Jahr siegte er beim IWF-Weltcup in Apia, Sambia, im Leichtgewicht und steigerte sich dort im Zweikampf auf 335 kg (145–190). Er wurde auch Sieger beim Universitäten-Welt-Cup in Lima, Peru und erzielte dort im Leichtgewicht 325 kg (145–180), womit er ganz klar vor dem Zweitplatzierten Faiver Aroca aus Kolumbien blieb, der 263 kg erzielte. Gegen Ende des Jahres 2007 stellte er bei den chinesischen Städte-Spielen in Wuhan mit 342 kg (157–185) Junioren-Weltrekorde im Zweikampf und im Reißen auf.
2008 wurde Liao Hui erstmals chinesischer Meister im Leichtgewicht. Er wurde daraufhin bei den Olympischen Spielen in Peking eingesetzt und siegte dort im Leichtgewicht überlegen mit 348 kg (158–190) vor dem Franzosen Vencelas Dabaya, der 338 kg (151–187) erzielte und Tigran Geworg Martirosjan aus Armenien, der ebenfalls auf 338 kg (153–185) kam. Er wurde damit Nachfolger von seinem Landsmann Zhang Guozheng, der 2004 Olympiasieger im Leichtgewicht war und das große Vorbild von Liao Hui ist.
Auch im Jahre 2009 setzte Liao Hui seine Erfolge fort. Bei den Ostasienspielen in Hongkong musste er sich zwar im Mittelgewicht mit 351 kg (155–196) dem Südkoreaner Kim Kwang-hoon, der 352 kg (153–199) erzielte, geschlagen geben, wog aber bei dieser Meisterschaft, die als Test für die Weltmeisterschaft galt, nur 71 kg. Bei der Weltmeisterschaft in Goyang/Südkorea startete er wieder im Leichtgewicht und holte sich mit 346 kg (160–186) im Zweikampf überlegen den Weltmeistertitel vor Arakel Mirsojan aus Armenien, der 334 kg (154–180) erzielte. Seine Leistung im Reißen mit 160 kg verdient dabei eine besondere Erwähnung. Am 24. Oktober 2009 startete er auch noch bei den chinesischen National-Spielen in Jinan und erzielte dort im Leichtgewicht als Sieger hervorragende 358 kg (163–195) im Zweikampf und verbesserte den Weltrekord des Bulgaren Plamen Scheljaskow um 1 kg. In einem zusätzlichen Versuch verbesserte er dort auch den Weltrekord im Stoßen von Zhang Guozheng von 197 kg auf 198 kg. Man darf gespannt sein, ob Liao Hui der erste Gewichtheber der Welt sein wird, der als Leichtgewichtler im Stoßen 200 kg schafft.
Bei der Weltmeisterschaft 2010 in Antalya siegte Liao Hui im Zweikampf in überlegenem Stil mit 358 kg (160–198) vor Ninel Miculescu, Rumänien, 337 kg und dem Lokalmatador Mete Binay, der es aber schaffte, Liao Hui im Reißen mit 160 kg aufgrund des leichteren Körpergewichts auf den 2. Platz zu verweisen. Im Stoßen war Liao Hui aber einsame Klasse und erzielte erneut die Weltrekordlast von 198 kg. Bei der anschließenden Überprüfung der Dopingprobe stellte sich aber heraus, dass Liao Hui bei der Weltmeisterschaft mit Boldenon gedopt war. Ihm wurden deshalb vom internationalen Gewichtheber-Verband die Weltmeistertitel 2010 im Stoßen und Zweikampf aberkannt und die dabei erzielten Weltrekorde im Stoßen und Zweikampf annulliert. Er wurde außerdem vom 30. September 2010 bis 30. September 2014 gesperrt. Später wurde die Sperre vom Internationalen Sportgerichtshof CAS von vier auf zwei Jahre reduziert.
Nach dem Ablauf der Sperre bestreitet er wieder Wettkämpfe. Im März 2013 siegte er beim China-Cup in Shandong mit 349 kg (161–188) im Zweikampf und im August 2013 siegte er auch bei den 12. chinesischen Nationalspielen in Shenyang mit 348 kg (161–187), er startete dabei jeweils im Leichtgewicht. Im Oktober 2013 war er auch bei der Weltmeisterschaft in Wrocław am Start. Er war dort wieder in hervorragender Form und wurde mit 358 kg (160–198) Weltmeister im Zweikampf und in den beiden Einzeldisziplinen Reißen und Stoßen. Er erzielte dabei genau die gleichen Leistungen, wie bei der Weltmeisterschaft 2010. Die erzielte Zweikampfleistung und die Leistung im Stoßen sind neue Weltrekorde.
Im November 2014 wurde Liao Hui in Almaty erneut Weltmeister im Leichtgewicht. Seine Leistung im Zweikampf betrug 359 kg (166–193), was neuen Weltrekord bedeutete. Seine Leistung im Reißen von 166 kg bedeutete ebenfalls neuen Weltrekord.

## Internationale Erfolge
| Jahr | Platz | Wettbewerb                           | Gewichtsklasse | |
| 2005 | 1.    | Asiatische Juniorenmeisterschaft     | Leicht         | |
| 2007 | 1.    | IWF-Weltcup in Apia, Samoa           | Leicht         | mit 335 kg (145–190), vor Faerul Talib Mohd, Maskat, 291 kg |
| 2007 | 1.    | Universitäten-Welt-Cup in Lima, Peru | Leicht         | mit 325 kg (145–180), vor Faiver Aroca, Kolumbien, 263 kg |
| 2008 | Gold  | OS in Peking                         | Leicht         | mit 348 kg (158–190), vor Vencelas Dabaya, Frankreich, 338 kg (151–187) u. Tigran Geworg Martirosjan, Armenien, 338 kg (153–185)                                                                                        |
| 2009 | 2.    | Ostasienspiele in Hongkong           | Mittel         | mit 351 kg (155–196), hinter Kim Kwang-hoon, Südkorea, 352 kg, vor Pang Kum Chol, Nordkorea, 331 kg (151–180) |
| 2009 | 1.    | WM in Goyang/Südkorea                | Leicht         | mit 346 kg (160–186), vor Arakel Mirsojan, Armenien, 334 kg (154–180) u. Triyatno, Indonesien, 330 kg (150–180) |
| 2010 | disq. | WM in Antalya                        | Leicht         | im Wettkampf Sieger mit 358 kg (160–198), vor Ninel Miculescu, Rumänien (ebenfalls wegen Dopings disqualifiziert), 337 kg (157–180) und Mete Binay, Türkei, 335 kg (160–175), aber danach wegen Dopings disqualifiziert |
| 2013 | 1.    | China-Cup in Shandong                | Leicht         | mit 349 kg (161–188), vor Shi Zhiyong, 340 kg und Qiao Ningbo, 335 kg, beide China |
| 2013 | 1.    | WM in Wrocław                        | Leicht         | mit 358 kg (160–198), vor Oleg Chen, Russland, 340 kg (160–180) und Firidun Gulijew, Aserbaidschan, 337 kg (143–194) |
| 2014 | 1.    | WM in Almaty                         | Leicht         | mit 359 kg (166–193), vor Mohamed Ihab Youssef Ahmed Mahmoud, Ägypten, 334 kg (152–182) und Kim Myong-hyok, Nordkorea, 334 kg (152–182)                                                                                 |

## WM-Einzelmedaillen
- WM-Goldmedaillen: 2009/Reißen – 2009/Stoßen – 2013/Reißen – 2013/Stoßen – 2014/Reißen – 2014/Stoßen

## Nationale Wettkämpfe
| Jahr | Platz | Wettkampf                                 | Gewichtsklasse |                                                                                            |
| 2005 | 1.    | Chinesische Junioren-Meisterschaft        | Leicht         | mit 317,5 kg                                                                               |
| 2006 | 1.    | Chinesische Junioren-Meisterschaft        | Leicht         |                                                                                            |
| 2007 | 1.    | Chinesische Städte-Meisterschaft in Wuhan | Leicht         | mit 342 kg (157–185)                                                                       |
| 2008 | 1.    | Chinesische Meisterschaft                 | Leicht         |                                                                                            |
| 2009 | 1.    | Chinesische Meisterschaft                 | Leicht         | mit 340 kg (150–190), vor Ye Bing, 329 kg (144–185) u. Tang Deshang, 329 kg (148–181)      |
| 2009 | 1.    | Chinesische National-Spiele in Jinan      | Leicht         | mit 358 kg (163–195), vor Tang Deshang, 341 kg u. Lin Qingfeng, 332 kg                     |
| 2010 | unpl. | Chinesische Meisterschaft                 | Leicht         | nach drei Fehlversuchen im Reißen; Sieger: Lin Qingfeng m. 345 kg (155–190)                |
| 2013 | 1.    | Chinesische National-Spiele in Shenyang   | Leicht         | mit 348 kg (161–187), vor Liang Chenxi, 340 kg (153–187) und Feng Ludong, 339 kg (153–186) |

## Weltrekorde
| Datum      | Ort     | Disziplin            | Gewichtsklasse | Leistung                            |
| 2007       | Wuhan   | Zweikampf (Junioren) | Leicht         | 342 kg (151–187)                    |
| 2007       | Wuhan   | Reißen (Junioren)    | Leicht         | 151 kg                              |
| 24.10.09   | Jinan   | Stoßen               | Leicht         | 198 kg                              |
| 23.10.2013 | Wrocław | Zweikampf            | Leicht         | 358 kg (160–198) und Stoßen, 198 kg |
| 10.11.2014 | Almaty  | Zweikampf            | Leicht         | 359 kg (166–193) und Reißen, 166 kg |

Erläuterungen
- alle Wettkämpfe im Zweikampf, bestehend aus Reißen und Stoßen,
- OS = Olympische Spiele,
- WM = Weltmeisterschaften,
- Leichtgewicht, Gewichtsklasse bis 69 kg Körpergewicht,
- die Wettkämpfe bei Olympischen Spielen gelten seit 1988 nicht mehr als Weltmeisterschaften